# 143년

## 연호
- 후한(後漢) 한안(漢安) 2년

## 기년
- 후한(後漢) 순제(順帝) 18년
- 신라(新羅) 일성 이사금(逸聖泥師今) 10년
- 고구려(高句麗) 태조대왕(太祖大王) 91년
- 백제(百濟) 개루왕(蓋婁王) 16년

## 탄생
● 후한의 황제 충제